# Rainbows (Organisation)
Rainbows ist der Name einer regierungsunabhängigen Non-Profit-Organisation, deren Haupttätigkeitsfeld die gruppenpädagogische Betreuung von Kindern und Jugendlichen nach der Trennung bzw. Scheidung der Eltern ist. Weiters erhalten Kinder und Jugendliche einzeln, in der Familie oder in speziellen Gruppen Unterstützung nach dem Tod eines nahestehenden Menschen.
Rainbows wurde 1983 von Suzy Yehl Marta in Chicago gegründet, da Kinder und Jugendliche bis dahin kaum die Möglichkeit hatten, professionelle Hilfe in Anspruch zu nehmen, wenn sich Eltern getrennt haben. Das Motto von Rainbows lautete: „Guiding Kids trough Life’s storms“ (frei übersetzt: „Führt Kinder durch stürmische Zeiten“). Rainbows bietet zwar zusätzlich zur gruppenpädagogischen Begleitung Elterngespräche an, der Verein begreift sich aber primär als Anwalt der Kinder.
Rainbows fördert die kreative, spielerische Aufarbeitung kindlicher Trennungs- und Verlusterlebnisse im Alter von 4 bis 17 Jahren. Dabei werden die Kinder und Jugendlichen von eigens geschulten Pädagogen betreut.
Die betroffenen Kinder und Jugendlichen sollen bei Rainbows neues Selbstvertrauen gewinnen, lernen die eigenen Bedürfnisse wahrzunehmen und auszudrücken. So werden sie dabei unterstützt, ihre neue Familiensituation anzunehmen. Ziel von Rainbows ist es, den betroffenen Kindern und Jugendlichen Hoffnung, Optimismus und Lebensfreude für die Zukunft zu vermitteln.

## Rainbows Österreich
Rainbow Österreich wurde 1991 gegründet. Mit Stand von 2025 werden Rainbows-Gruppen in allen Bundesländern angeboten. Von 1991 bis 2022 wurden über 37.000 Kinder und Jugendliche in Österreich nach der Trennung der Eltern oder dem Tod eines nahestehenden Menschen vom Verein begleitet.
Im Jahr 2007 wurde die Geschäftsführerin Dagmar Bojdunyk-Rack für ihr humanitäres Engagement zur Österreicherin des Jahres gewählt.